# Peter Ward (paleontoloog)
Peter Douglas Ward (geboren in 1949) is een Amerikaans paleontoloog en hoogleraar aan de universiteiten van Washington in Seattle en het Sprigg Institute of Geobiology aan de Universiteit van Adelaide. Hij schreef een aantal populair-wetenschappelijke werken en is tevens adviseur voor het Microbes Mind Forum.
Zijn ouders, Joseph en Ruth Ward, kwamen in Seattle terecht na de Tweede Wereldoorlog. Peter Ward doorliep een academische loopbaan aan onder meer de Ohio State University, het NASA Astrobiology Institute, de Universiteit van Californië, de McMaster-universiteit (waar hij doctoreerde in 1976), en het California Institute of Technology. In 1984 werd hij lid van de California Academy of Sciences.
Ward is gespecialiseerd in de Krijt-Paleogeen-massa-extinctie, de Perm-Trias-massa-extinctie en massa-extincties in het algemeen.

## Zeldzame Aarde-hypothese & Medea-hypothese
Ward schreef in 2000 samen met astronoom Donald E. Brownlee de bestseller Rare Earth: Why Complex Life Is Uncommon in the Universe. In dat boek stellen de auteurs dat het universum fundamenteel afkerig is van complexe organismen, en dat eenvoudig leven weliswaar wijd verspreid is, maar de kans om levensvormen aan te treffen die even ontwikkeld zijn als op Aarde miniem is: dit is de zeldzame Aarde-hypothese.
Ward ontwikkelde daaruit een nieuwe theorie, de Medea-hypothese, die hij in 2009 in een nieuw boek toelichtte. Volgens deze theorie is de biosfeer uiteindelijk suïcidaal, en wil altijd terugkeren naar een eenvoudige oertoestand.
- Bibsys: 15031100
- Bibliothèque nationale de France: cb123325233 (data)
- CiNii: DA01842261
- Gemeinsame Normdatei: 172442680
- International Standard Name Identifier: 0000 0001 0932 8844
- Library of Congress Control Number: n85256961
- Nationale Bibliotheek van Letland: 000217616
- Bibliotheek van het Japanse parlement: 00476833
- Nationale Bibliotheek van Tsjechië: jn20030422002
- Nationale Bibliotheek van Israël: 987007269494705171
- Nederlandse Thesaurus van Auteursnamen: 073929697
- LIBRIS: 327651
- Système universitaire de documentation: 080100805
- Trove: 1185089
- Virtual International Authority File: 109287502
- WorldCat: E39PBJhmPh7KbGvf9FMCRGYXVC